# Albrecht von Burski
Albrecht Karl von Burski (* 12. April 1785 in Narzym; † 13. Juni 1849 in Frankfurt (Oder)) war ein preußischer Generalmajor und Kommandeur der 11. Infanterie-Brigade.

## Leben

### Herkunft
Seine Eltern waren Bartholomäus von Burski (1744–1812) und dessen Ehefrau Evan von Burski († 1811).

### Militärkarriere
Burski besuchte die Kadettenhäuser in Kulm und Berlin. Am 16. April 1804 wurde er als Fähnrich mit Patent vom 19. Februar 1804 dem Infanterieregiment „von Grawert“ der Preußischen Armee überwiesen. Im Vierten Koalitionskrieg kämpfte Burski in der Schlacht bei Jena und kam auf dem Rückzug in die Festung Magdeburg. Bei der Kapitulation der Festung geriet er in Gefangenschaft. Bereits am 5. Februar 1807 wurde er im 2. Westpreußischen Reserve-Bataillon wiederangestellt. Am 6. Dezember 1807 avancierte er zum Sekondeleutnant und wurde im Jahr darauf mit Halbsold inaktiv gestellt.
Im Jahr 1811 wurde er in das Reserve-Bataillon nach Pillau versetzt. 1812 schloss sich eine Verwendung als Etappenkommandant in Labiau. Am 20. Dezember 1812 kam Burski zur Gendarmerie. Kurzzeitig war er im 2. Litthauischen Füsilier-Reserve-Bataillon tätig, bevor Burski am 1. Juli 1813 zum 3. Reserve-Infanterie-Regiment Nr. 15 versetzt wurde. Während der Befreiungskriege befand er sich bei der Blockade von Stettin, der Schlacht bei Dennewitz sowie den Gefechten bei Blankenfelde, Zahna, Mühlberg und Dessau, wo er das Eiserne Kreuz II. Klasse erwarb. Für sein Wirken während der Belagerung von Wittenberg erhielt Burski das Kreuz I. Klasse. In der Zeit wurde er am 19. Oktober 1813 in die Adjutantur versetzt und stieg bis Ende Juni 1815 zum Kapitän auf.
Am 8. Februar 1816 kam er als Kompaniechef in das Rheinische Schützenbataillon. Er wurde am 30. März 1824 zum Major befördert und kam als Kommandeur des II. Bataillons im 8. Landwehr-Regiment nach Prenzlau. Am 30. März 1830 kam er als Bataillonskommandeur in das Leib-Infanterie-Regiment, bevor Burski am 13. April 1830 als Kommandeur die 3. und 4. Schützen-Abteilung übernahm. Am 15. November 1834 wurde er Bataillonskommandeur im 31. Infanterie-Regiments. In dieser Stellung avancierte er Ende März 1838 zum Oberstleutnant und wurde am 5. Oktober 1838 mit dem Orden der Heiligen Anna II. Klasse mit Krone ausgezeichnet. Am 30. März 1839 beauftragte man ihn dann zunächst mit der Führung des 30. Infanterie-Regiment, ernannte Burski am 28. Januar 1840 zum Regimentskommandeur und beförderte ihn am 30. März 1840 mit Patent vom 7. April 1840 zum Oberst. Am 7. April 1842 wurde er als Kommandeur in das 18. Infanterie-Regiment versetzt, aber schon am 17. Oktober 1842 zum Kommandeur der 9. Infanterie-Brigade ernannt. Dort wurde er am 31. März 1846 zum Generalmajor befördert und am 19. Mai 1846 als Kommandeur zur 11. Infanterie-Brigade versetzt. In dieser Stellung erhielt Burski am 30. September 1846 den Roten Adlerorden II. Klasse mit Eichenlaub und am 14. Dezember 1846 das Kommandeurskreuz I. Klasse des kurhessischen Hausordens vom Goldenen Löwen. Er starb am 13. Juni 1849 in Frankfurt (Oder).

### Familie
Burski heiratete am 1. Mai 1815 in Eisersdorf (Kreis Glatz) Karoline Antonie Friederike Rogalla von Bieberstein (1795–1859). Sie war die älteste Tochter von Rogalla von Bieberstein zu Eisersdorf und dessen Ehefrau Wilhelmine von Borck. Aus der Ehe gingen mehrere Kinder hervor:
- Henriette Friederike Marie Ida (* 1816)
- Bertha Karoline Wilhelmine (1818–1837)
- Johanna Wilhelmine Eugenie (* 1819)
- Albrecht Wilhelm Karl (1820–1873), Rittmeister a. D.